# Altímetro

Esquema de um altímetro analógico com 3 pontos, no exemplo é mostrado uma altitude de 10.180 pés a uma pressão de 29.92 inHg.

O altímetro é o instrumento usado para medir alturas ou altitudes, geralmente em forma de um barômetro aneroide destinado a registrar alterações da pressão atmosférica que acompanham as variações de altitude.
O Altímetro é um instrumento básico exigido para todas as aeronaves a serem certificadas. Ele mede a pressão atmosférica e apresenta-a como altitude em pés (feet = ft), metros ou quilômetros. Esta altitude é denominada nível médio do mar (NMM) ou (MSL Mean Sea Level) uma vez que ela é a referência média do nível da maioria dos oceanos.
A medição da altitude baseia-se na tabela de Atmosfera Padrão e mede em pressão com as mudanças de altitude que é dada.
O Altímetro de bordo é um instrumento barométrico constituído de uma cápsula aneroide com vácuo parcial interno, para medida da pressão ambiente, instalada em uma câmara blindada (sistema pitot-estático a pressão estática é alimentada por uma linha que tem origem na tomada de ar do sistema) ou não, neste caso a tomada do ar estático faz-se da própria cockpit através de perfuração existente na câmara do instrumento.
Em ambos os casos no interior há pressão estática. A cápsula aneroide, como tal, sofre as variações da pressão atmosférica circundante. Tais variações produzem um movimento de dilatação e contração da cápsula que é transmitido, através de um mecanismo e convertido o valor da pressão estática para uma escala linear, representada em pés (feet ou ft) ou metros (m), existente no mostrador para leitura da altitude ou altura indicada. Assim, a dilatação da cápsula aneroide aumenta com a diminuição da pressão ambiente que é convertida para a escala do mostrador, indicando altitudes (ou alturas) maiores; enquanto que a contração da cápsula aneroide ocorre com o aumento da pressão ambiente, indicando altitudes (ou alturas) menores. 

## Ajustes do altímetro

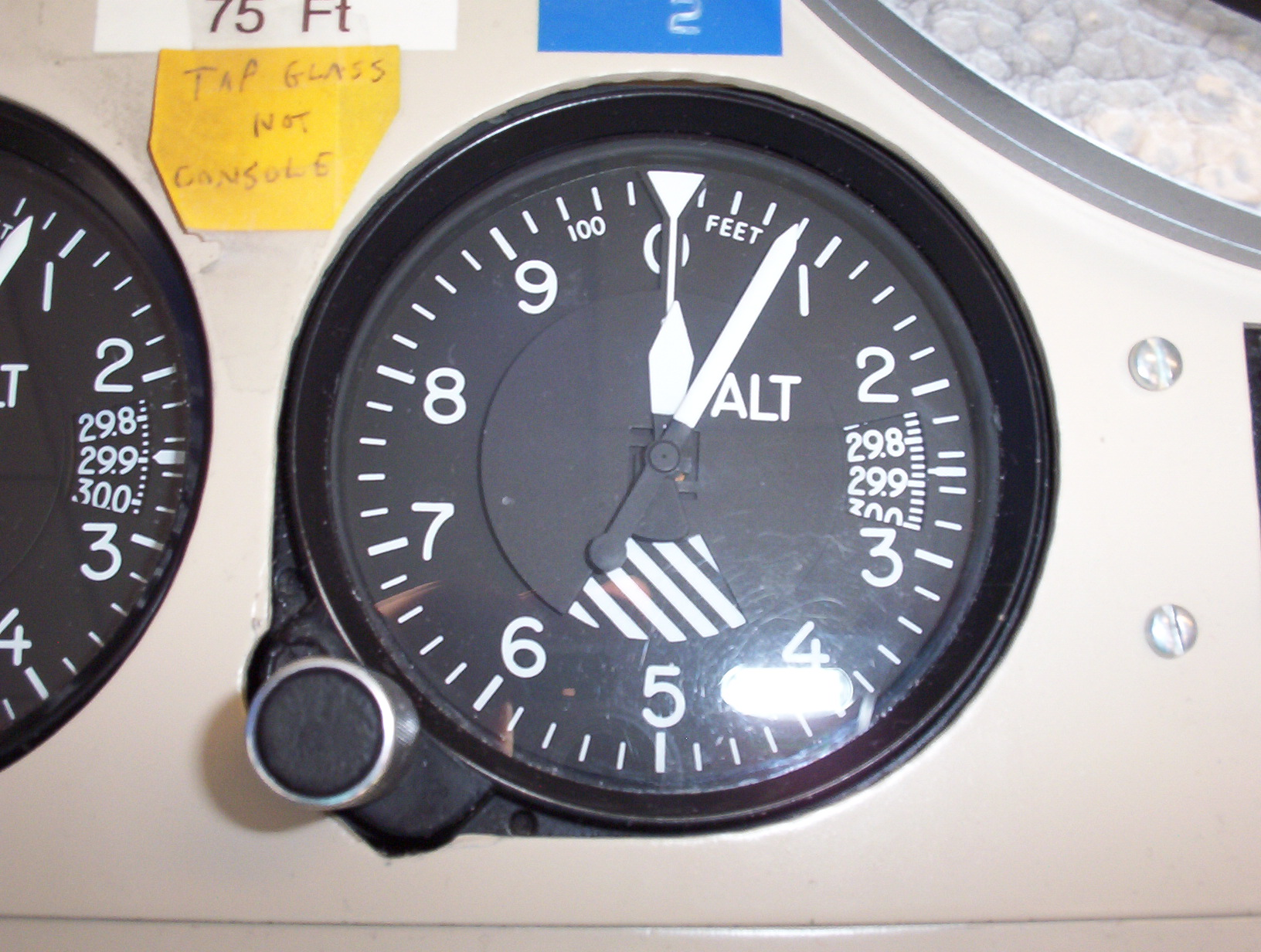
Altímetro analógico de uma aeronave

Para os ajustes o altímetro dispõe de um botão para seleção de pressão determinada, que é lida na janela denominada "Janela de Kollsman". Alguns altímetros têm a graduação em inHg (polegada de mercúrio), outros em mbar (hPa) e outros ainda apresentam duas janelas de Kollsman, cada uma indicando uma dessas unidades.

## Tipos de altitude

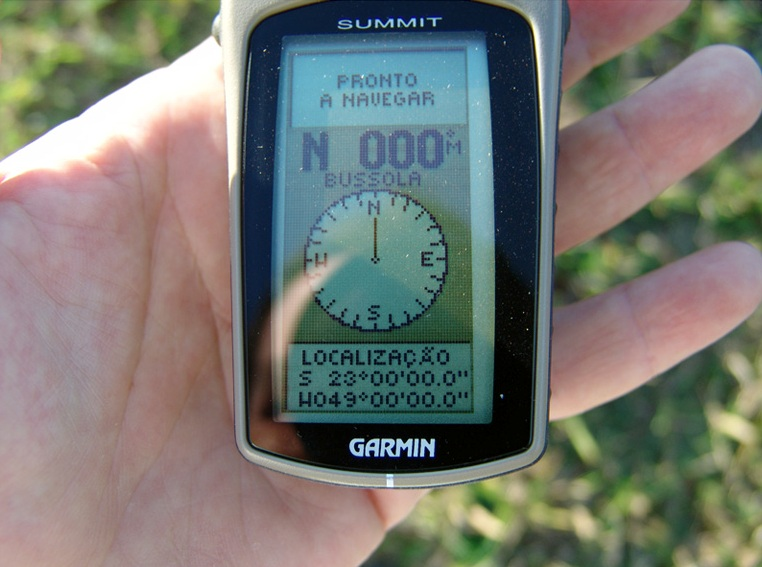
GPS com bússola e altímetro

### Altitude Pressão (AP)
Denominamos Altitude Pressão, Pressure Altitude (PA), a pressão indicada pelo altímetro quando ajustado para a pressão padrão, isto é, para a superfície isobárica de 1013,2 hPa, correspondente ao nível médio do mar (NMM). Tal ajuste é feito pelo botão do altímetro e mostrado na janela de Kollsman.

## Altitude Indicada (AI)
Também chamada de Indicated Altitude (IA), é a altitude apresentada pelo altímetro, supondo-o ajustado para indicar no momento, a distância vertical entre a aeronave e a superfície do nível médio do mar.

### Altitude Verdadeira (AV)
Também chamada de True Altitude (TA), é a altitude acima do nível do mar. É a que representa a distância, corrigida pelos erros de temperatura e pressão, entre a aeronave e a superfície, solo ou água, para permitir livrar obstáculos se existentes.

### Altitude Calibrada ou Corrigida
É a altitude obtida a partir da leitura no altímetro e após ser corrigida dos erros de posição e instalação na aeronave.

### Altura Absoluta
Ou simplesmente altura, é a distância entre a aeronave e terreno ou superfície de sobrevôo, seja água ou solo.

## Como funciona o altímetro para aviões?
O altímetro também é conhecido como barômetro. Para o funcionamento perfeito do altímetro aeronáutico é necessário que haja um monitoramento de seu funcionamento, tendo sempre que calibrar para obter dados completos. O altímetro para aeronaves faz a medição da altitude a partir da pressão atmosférica, verificando as variações dela e atentando aos profissionais responsáveis. 

### Vantagens
- Produto confiável e pronto para uso;
- Adequado para os mais diversos tipos de aeronave;
- Medição precisa da altitude utilizando a pressão atmosférica como base para estudo;
- Oferece segurança aos profissionais e passageiros;
- Apresenta dados que informam se o avião está ou não apto para decolagem.